# Шарташ
Шарташ — озеро на північно-східній окраїні міста Єкатеринбурґа.
Назва водойми походить від слів тюркського походження «сары» — жовтий, «таш» — камінь — та пов'язано з відтінком прибережних скель.
Озеро Шарташ виникло 1 млн років тому. В улоговині озера знаходиться велика кількість відкладів сапропелю, який у значній ступені забруднений важкими металами, які потрапили сюди з водами, що відкачувалися з гранітного кар'єра. На берегах збереглися сліди присутності людини, починаючи з епохи пізнього неоліту.
В районі озера в 1745 році селянин з розкольників Єрофій Марков, мешканець села Шарташ, уперше відкрив рудне золото на Уралі (Бере́зівське родовище).
В XIX столітті уживалися заходи з осушення озера шляхом зливу води в басейн річки Пишми. Сьогодні цей канал («Олександрівський рів») не функціонує.
Стік: невеликий струмок Шарташський, що входить у басейн річки Ісеть.
В озері живуть окунь, плотва, карась, піскар, короп, рипус.
Озеро оточують місця масового відпочинку єкатеринбуржців (В 2009 року Росспоживнагляд визнав його придатним для купання). Поблизу озера — унікальна природна пам'ятка — розташовані посеред соснового лісу скелі-останці Кам'яні Намети.
Навколо озера відбувається традиційний маршрут Травневої прогулянки — рос. «Шарташская кругосветка»
1. ↑  GEOnet Names Server — 2018.